# Cambiago
Cambiago est une commune italienne d'environ 6 300 habitants située dans la ville métropolitaine de Milan, dans la région Lombardie, dans l'Italie nord-occidentale.

## Personnalités liées à Cambiago
- Le mécanicien et fabricant de vélo Ernesto Colnago est né à Cambiago en 1932.
- Le sculpteur Edoardo Tresoldi est né à Cambiago en 1987.
- Dom Giorgio De Capitani a exercé les fonctions pastorales à la paroisse de Cambiago de 1966 à 1973.

## Administration
| Période                                  | Période | Identité | Étiquette | Qualité |
| ---------------------------------------- | ------- | -------- | --------- | ------- |
|                                          |         |          |           |         |
| Les données manquantes sont à compléter. |         |          |           |         |

### Frazione
- Torrazza.

### Communes limitrophes
Basiano, Cavenago di Brianza, Agrate Brianza, Masate, Caponago, Gessate, Pessano con Bornago.